# Beatogordius sankurensis
Beatogordius sankurensis är en tagelmaskart som beskrevs av Sciacchitano 1958. Beatogordius sankurensis ingår i släktet Beatogordius och familjen Chordodidae. Inga underarter finns listade i Catalogue of Life.